# أل كينغ
أل كينغ (بالإنجليزية: Al King)‏ هو موسيقي أمريكي، ولد في 1926 في مونرو في الولايات المتحدة، وتوفي في 21 يناير 1999.

## وصلات خارجية
- أل كينغ على موقع ميوزك برينز (الإنجليزية)
- أل كينغ على موقع أول ميوزيك (الإنجليزية)
- أل كينغ على موقع ديسكوغز (الإنجليزية)